# Högfjällets dotter
Högfjällets dotter (en suec La filla de les muntanyes) és una pel·lícula muda dramàtica sueca del 1914 dirigida per Victor Sjöström.

## Argument
Un jove metge, Karl Werner, és trobat inconscient per un sami que el porta al poble sami on s'enamora de Waina i ella d'ell. Els companys del metge el troben i el porten a la seva ciutat natal on obté una plaça de metge ajudant. S'oblida de Waina i s'enamora d'una infermera. El que no sap és que Waina va donar a llum el seu fill i ha estat marginat per la família. Es dirigeix cap a la ciutat per descobrir que el metge l'ha oblidat. Passa la nit en una obra, però cau i es lesiona. A l'hospital, és el jove metge qui ha de cuidar-la, la seva nova promesa descobreix la relació i trenca el seu compromís. Ara el deure del metge passa a tenir cura de la Waina i el nadó, ell li promet que viatjaran a les muntanyes per aconseguir el nadó i després tornaran a la ciutat on es convertirà en la seva dona.

## Repartiment
- Victor Sjöström - Karl Werner, metge
- Greta Almroth - Waina, noia sami
- John Ekman - Nordman, el seu pare
- Lili Bech - Infermera
- Arvid Englind
- William Larsson - company de Werner
- Jenny Tschernichen-Larsson - La mare de Werner

## Producció
La pel·lícula es va estrenar el 13 de novembre de 1914 al cinema Röda Kvarn i Auditorium Estocolm.
El rodatge va tenir lloc a l'estudi del Svenska Biografteatern a Lidingö amb algunes escenes filmades des de les zones muntanyoses al voltant d'Åre i Östersund per Henrik Jaenzon. A més dels països nòrdics, es va exportar als Països Baixos, Itàlia, Rússia, Espanya, Alemanya, Turquia, Àustria i Àfrica. Ni pel·lícula ni el seu manuscrit no s'han conservat, però a SVT hi ha un antic diari de SF que mostra com l'expedició cinematogràfica en trineus es dirigeix al lloc de rodatge fora d'Åre.